# Frontière entre le Cameroun et le Gabon
La frontière entre le Cameroun et le Gabon est une frontière terrestre longue de 298 km ; elle se situe au nord du Gabon et au Sud du Cameroun
Elle est la plus petite des trois frontières terrestres du Gabon après la frontière avec la République du Congo (1 903 km) et celle avec la Guinée équatoriale  (350 km). Elle marque la limite nord du pays et suit un tracé à peu près rectiligne, orienté ouest-est. 
Elle est issue de la frontière entre le Cameroun allemand (Kamerun) et le Gabon français, tracée lors la convention franco-allemande du 9 avril 1908.
Elle est matérialisée par différents cours d’eau dont la Kyé, le Ntem, le Kom et l'Ayina.

Changement dans les frontières du Cameroun et du Gabon